# Unité urbaine de Saumur
L'unité urbaine de Saumur est une unité urbaine française centrée sur la commune de Saumur, sous-préfecture et troisième ville du département de Maine-et-Loire qui fait partie de la région Pays de la Loire.

## Données globales
En 2010, selon l'INSEE, l'unité urbaine de Saumur est composée de quatre communes, toutes situées dans le département de Maine-et-Loire, plus précisément dans l'arrondissement de Saumur.
Dans le nouveau zonage de 2020, elle est composée de cinq communes, Villebernier, située au nord de la Loire, s'ajoutant au zonage de 2010.
Dans ce zonage, avec 29 173 habitants en 2022, elle représente la 3e unité urbaine du département de Maine-et-Loire, étant devancée par les unités urbaines d'Angers et de Cholet et elle occupe le 10e rang régional dans les Pays de la Loire.
En 2021, sa densité de population s'élève à 295 hab/km2. Par sa superficie, elle ne représente que 1,4 % du territoire départemental mais, par sa population, elle regroupe 3,56 % de la population du département en 2021.

## Délimitation de l'unité urbaine de 2020
La composition de l'unité urbaine est la suivante :
| Nom                   | Code Insee | Département    | Statut       | Superficie (km2) | Population (dernière pop. légale) | Densité (hab./km2) | Modifier                                    |
| --------------------- | ---------- | -------------- | ------------ | ---------------- | --------------------------------- | ------------------ | ------------------------------------------- |
| Saumur (ville-centre) | 49328      | Maine-et-Loire | ville-centre | 66,25            | 26 074 (2022)                     | 394                | modifier les données · modifier les données |
| Parnay                | 49235      | Maine-et-Loire | banlieue     | 6,54             | 377 (2022)                        | 58                 | modifier les données · modifier les données |
| Souzay-Champigny      | 49341      | Maine-et-Loire | banlieue     | 8,92             | 691 (2022)                        | 77                 | modifier les données · modifier les données |
| Turquant              | 49358      | Maine-et-Loire | banlieue     | 7,86             | 569 (2022)                        | 72                 | modifier les données · modifier les données |
| Villebernier          | 49374      | Maine-et-Loire | banlieue     | 9,91             | 1 462 (2022)                      | 148                | modifier les données · modifier les données |

## Évolution démographique
L'évolution démographique ci-dessous concerne l'unité urbaine selon le périmètre défini en 2020.
| 1968   | 1975   | 1982   | 1990   | 1999   | 2009   | 2014   | 2021   |
| ------ | ------ | ------ | ------ | ------ | ------ | ------ | ------ |
| 34 058 | 34 986 | 34 689 | 32 918 | 32 792 | 31 280 | 30 633 | 29 338 |

#### Données générales
- Unité urbaine
- Aire d'attraction d'une ville
- Aire urbaine (France)
- Liste des unités urbaines de France

#### Données démographiques en rapport avec l'unité urbaine de Saumur
- Aire d'attraction de Saumur
- Arrondissement de Saumur

#### Données démographiques en rapport avec le Maine-et-Loire
- Démographie de Maine-et-Loire